# Stellavox
Stellavox ist ein Schweizer Audioelektronik-Unternehmen, das analoge Tonaufzeichnungsgeräte und Audio-Mischpulte entwickelt und produziert. Es wurde 1955 von Georges Quellet in Neuenburg gegründet. Nach einer Insolvenz im Jahr 1988 erfolgte im Jahr 2020 die Weiterführung der Marke durch Stephan Schertler mit einer Produktionsstätte in Mendrisio.

## Geschichte

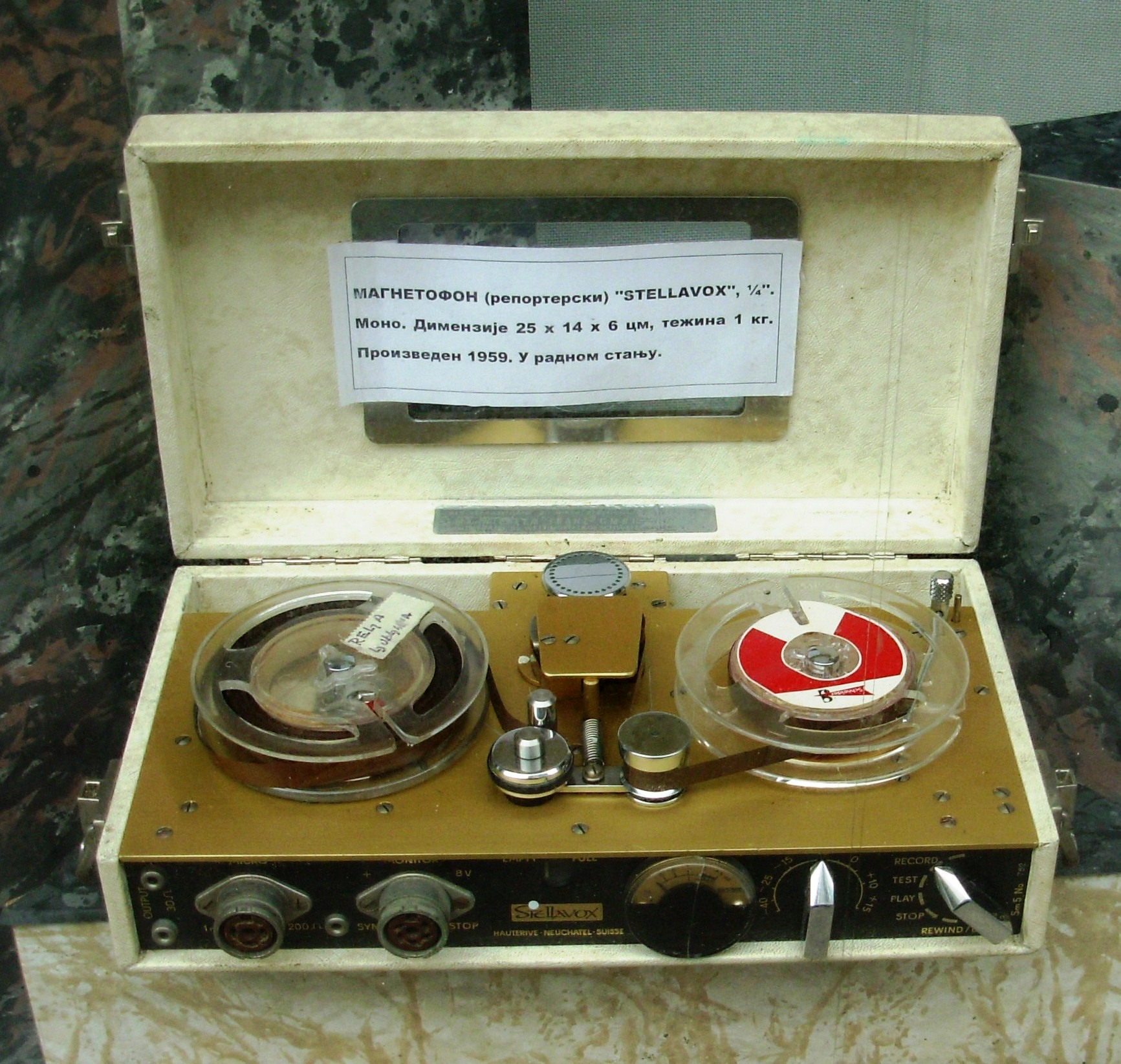
Stellavox Magnetophon (1959)

### 1952 bis 1988: Gründung und Aufbau der Marke
Die Marke Stellavox wurde im Jahr 1955 von Georges Quellet (* 10. Mai 1929 in Neuenburg) in Hauterive gegründet. Bis 1990 galt die Firma als ernsthafter Konkurrent von Nagra. Nach dem Abschluss seines Studiums an der Eidgenössischen Technischen Hochschule Zürich im Jahr 1952 arbeitete Georges Quellet zunächst am Physikalischen Institut der Universität Neuenburg als Elektroniker. In seiner Freizeit entwickelt er sein erstes Magnetophon, das Modell 54. Für befreundete Tonjäger entwickelte er sein erstes tragbares Gerät, das SM1, das 1956 auf den Markt kam und professionellen Ansprüchen genügte. Es folgten das SM2 und 1957 das SM3. Es galt bei Erscheinen als kleinstes Tonbandgerät der Welt.
Ab 1960 vergrößerte sich das Unternehmen, da sich das SM5 als erfolgreich in journalistischen Medien und im Dokumentarfilm erwies: ab 1963 wurden Produktionsstätten gebaut, mit denen sich Quellet finanziell übernahm. Infolge von gesundheitlichen Problemen musste er ein Jahr pausieren. Die Firma wurde daher 1964 an den Konkurrenten Nagra verkauft. 1966 entwickelte Georges Quellet in einer improvisierten Werkstatt die modulare SP7-Bandmaschine, die ab 1967 mit seinen früheren Angestellten Jean-Pierre Gurtner und Gustav Brix in Produktion ging. Das Gerät entpuppte sich als großer Erfolg und Quellet war 1970 in der Lage, die Firma Stellavox von Stefan Kudelski zurückzukaufen.

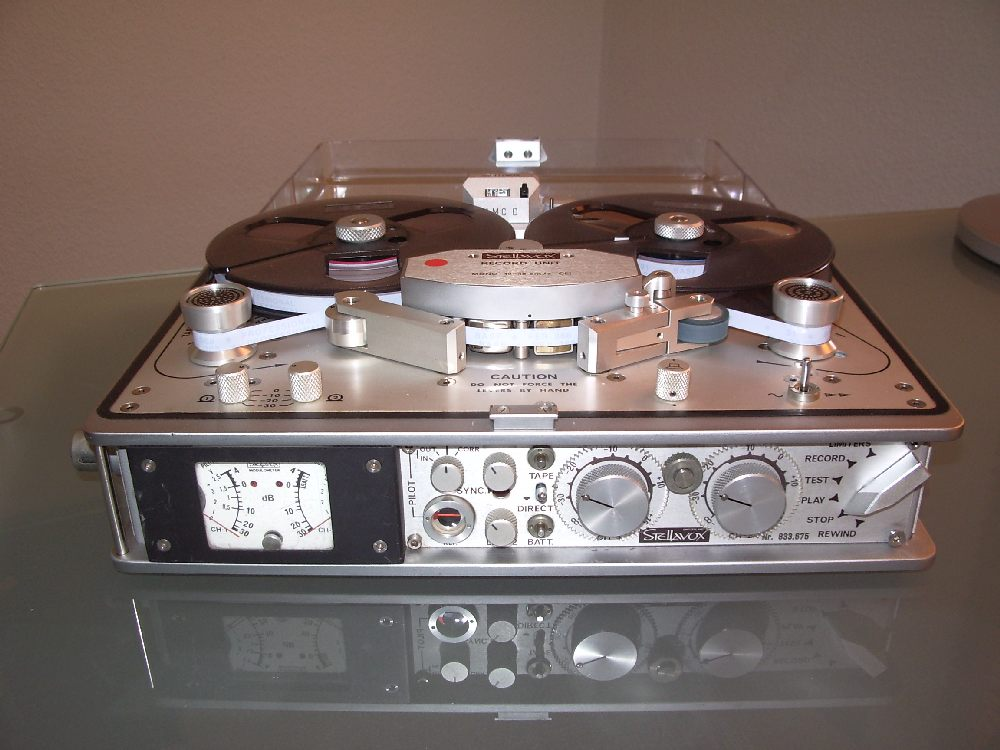
Stellavox SP8

Alle auch in der Folge entwickelten SP-Geräte zeichneten sich durch eine optische Geschwindigkeitsanzeige und Modularität aus. Die Testträger und Elektronikmodule waren nicht fest montiert, sondern steckbar, wodurch sie sich an verschiedene Aufnahmestandards und Magnetbandtypen anpassen ließen. Die Geschwindigkeitsregelung funktionierte über eine Lichtschranke als Folge von weißen und schwarzen Streifen, die vor einer Fotozelle abliefen. Sie waren auf einem Rotor angeordnet, der direkt mit dem Motor verbunden war. Von der SP-Linie wurden insgesamt etwa 10.000 Geräte verkauft.
In den 1970er Jahren baute Stellavox auch Mischpulte, 1971 erschien das erste, das AM11, das berühmteste war das 1974 erschienene AMI 48. Insgesamt wurden rund 900 Mischpulte hergestellt. Darüber hinaus entwickelte Quellet den Stellamaster für das Mastering von Schallplatten- und später CD-Pressungen. 1984 erschien ein professionelles Multistandard-Magnetophon, das TD 88, das mit Studer konkurrierte. 1990 wurde ein tragbarer Recorder auf Basis der DAT-Technologie von Sony entwickelt, das StellaDAT.
Im Jahr 1988 meldete die Firma Stellavox Insolvenz an, erneut infolge von gesundheitlichen Problemen des Gründers Georges Quellet. Die Produktionsstätten wurden verkauft. Bereits produzierte Bestände sollten durch ein Unternehmen verkauft werden, das seinen Verpflichtungen nicht nachkam. Das zuletzt entwickelte StellaDAT wurde von Jacques Sax, dem Gründer von Sonosax, erfolgreich vermarktet.

### 1989 bis heute: Stellavox-Service und Wiederbelebung der Marke
Im Jahr 1989 übernahmen Jean-Pierre Gurtner und Jean-Michel Simonet, beide Entwicklungs- und Produktionsingengieure bei Stellavox seit 1968, die Fertigungsmaschinen und Serviceeinrichtungen für die Bandmaschinen und boten weiterhin einen Service für bestehende Geräte. Im Jahr 2017 starb Gurtner. Der Audioelektronik-Ingenieur Stephan Schertler, ein bekennender Fan der Marke, entschied sich im selben Jahr, auf Basis der Traditionsmarke neue Geräte zu entwickeln und zu produzieren. Im Jahr 2018 kamen die Ingenieure Claudio Furno und Leonardo Sedano zum Team. 2020 resultierte aus der gemeinsamen Arbeit schließlich die Stellavox SA in Mendrisio, die ihren Sitz im Hauptquartier der Firma Schertler SA hat, einem Unternehmen, das Verstärker herstellt.
Die Stellavox SA stellt keine Aufzeichnungsgeräte, sondern Endstufen, Analog-Digital-Wandler und Passive Lautstärkeregelungen für den Studiobedarf her. Das erste völlig neu entwickelte Gerät ist das Mischpult Audio Workbench WB10.
Schertler formulierte im Jahr 2019 die Firmenphilosophie dahingehend, dass sich Stellavox auf die Produktion hochwertiger analoger Audiogeräte konzentriere und die Fertigung ausschließlich in der Schweiz stattfinde.

## Modelle
- 1954: Modell 54
- 1956: Modell 56
- 1957: SM0
- 1958: SM4 (Fi-Cord 1A in England)
- 1959: Fi-Cord 101 – Transistorisiertes Diktiergerät
- 1960: SM5 – Professionelles Gerät, z. B. für Radioreporter
- 1969: SP7 – Durch auswechselbaren Kopfträger als Mono- oder Stereo-Version sowie in verschiedenen Bandgeschwindigkeiten erhältlich. Insgesamt wurden knapp 2000 Stück gebaut.
- 1972: SQ7 – Quadrophonie Version des SP7
- 1975: SP8 – Weiterentwicklung des SP7. Untermodelle sind SU 8, SR 8, SM 8 (StellaMaster), SI 8, SD 8. Gesamtzahl 2100 Stück.
- 1979: TD88 – Universeller Studiorekorder
- 1984: TD9 – Studiomaschine; Weiterentwicklung der TD88
- 1989: SP9 – Weiterentwicklung des SP8
- 2020: WB10 – Audio Workbench

## Details
Ab der SP7 waren durch Wechseln der Kopfträger folgende Formate möglich:
- Mono (Vollspur und Halbspur)
- Stereo (Halbspur und Viertelspur)
- Neo-Pilotton (bei Mono)
- Synchroton (bei Stereo, eine Stellavox-Eigenentwicklung)

Die Mechanik beherrscht alle relevanten Bandgeschwindigkeiten bis etwa 50 cm/s. Es wurden jeweils passende Kopfträger benötigt, es gab auch Kopfträger mit zwei umschaltbaren Geschwindigkeiten (9,5/19 cm/s oder 19/38 cm/s).
Die Mischpulte waren in die gleichen Gehäuse wie die SP-Tonbandmaschinen eingebaut. Die Pegelanzeigen und Masterregler waren nicht wie üblich rechts, sondern SP-konform links am Gerät untergebracht.